# Oruchuban Ebichu
Oruchuban Ebichu (jap. おるちゅばんエビちゅ) – komedia anime (ecchi) z 1999 roku, wyprodukowana przez Gainax. Emitowana była na przemian z dwoma innymi anime (Ai no wakakusa yama monogatari i Koume-chan ga iku!) Gainaxu w paśmie dla dorosłych Anime ai no awa awa awā. Nazwa tego pasma jest grą słów: awa znaczy po japońsku ‘bańka’, natomiast awā to fonetyczny zapis w katakanie angielskiego słowa hour (godzina), co przetłumaczyć można mniej więcej jako ‘bąbelkowa, bąbelkowa hour miłosnych anime’ lub ‘miłosnych anime bąbelkowa, bąbelkowa hour’. Reżyserem anime jest Makoto Moriwaki, planowaniem zajął się znany z Neon Genesis Evangelion Hideaki Anno, powstało ono na podstawie mangi Risy Itō.
Akcja anime koncentruje się na perypetiach mówiącego chomika Ebichu oraz jej pani (imię nie zostaje podane, przez Amerykanów często nazywana jest ona Office Lady – kobietą pracującą w biurze), dwudziestopięcioletniej panny (według Japończyków jest to koniec najlepszego okresu, w którym można wyjść za mąż). Chomik jest pomocą domową dla swojej właścicielki, jednak fakt, że potrafi mówić, stwarza wiele zabawnych sytuacji – Ebichu najczęściej rozmawia o sprawach związanych z seksem, a przypadkowi ludzie spotkani na ulicy poznają dzięki niej intymne szczegóły z życia właścicielki. Właścicielkę często odwiedza jej chłopak, którego Ebichu nazywa Kaishōnachi, co po japońsku znaczy ‘bezużyteczny’.

## Obsada
- Kotono Mitsuishi – chomik Ebichu
- Michie Tomizawa – Office Lady
- Kae Araki – Watanabe lub Hanabataki
- Mitsuo Iwata – Maa-kun